# Benno Fiala von Fernbrugg

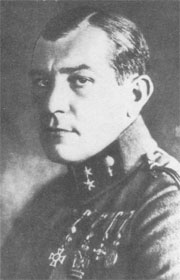
Benno Fiala von Fernbrugg (ca. 1917)

Benno Fiala Ritter von Fernbrugg (* 16. Juni 1890 in Wien; † 29. Oktober 1964 ebenda) war der dritterfolgreichste Jagdflieger Österreich-Ungarns im Ersten Weltkrieg und der erfolgreichste, der im heutigen Österreich geboren war.

## Leben
Fiala von Fernbrugg wurde als Sohn einer adeligen Wiener Familie mit alter Militärtradition geboren. Sein Vater war Feldzeugmeister und sein Bruder Otto war bei den k.u.k. Seefliegern.
Er besuchte die Volksschule und die Realschule in Wien und studierte anschließend an der Wiener Technischen Hochschule Maschinenbau. Nach dessen Abschluss bekam er den Titel Ingenieur. Danach meldete er sich als Einjährig-Freiwilliger zur k.u.k. Armee und diente von 1910 bis 1911 beim Festungsartillerieregiment Nr.1 in Wien.
Fiala besuchte aufgrund seines Interesses für die Fliegerei oft Flugplätze. Kurz vor Kriegsausbruch traf er so den Kommandanten der k.u.k. Luftschifferabteilung Emil Uzelac am Flugplatz in Fischamend. Uzelac fehlte noch ein technischer Offizier für die Fliegerkompanie 1, die nach Galizien verlegt werden sollte, und so veranlasste er die Versetzung von Fiala, welcher schon zur Artillerie einberufen worden war.
Bei der Flik 1 sammelte Fiala als Beobachter Flugerfahrung, jedoch bestand seine Leistung vor allem im technischen Bereich. Neben dem Einbau von starren Maschinengewehren für den Piloten und Photokameras zur Luftaufklärung in Flieger beschäftigte er sich mit der Konstruktion von Funkgeräten. Sein System bestand aus einem Sender für das Flugzeug und einem Empfänger für das Bodenpersonal. Der Sender wog 30 kg, weshalb wegen der beschränkten Tragfähigkeit der damaligen Flugzeugtypen auf das Maschinengewehr verzichtet werden musste. Erfolgreich eingesetzt wurde das System in der Schlacht von Gorlice-Tarnów, wo vom Flugzeug aus das Feuer eines österreichisch-ungarischen 30,5-cm-Mörsers geleitet wurde.
Vor seiner Versetzung zur Fliegerkompanie 16 im Jänner 1916 war Fiala vorübergehend der Versuchsabteilungs des Fliegerarsenals in Fischamend zugewiesen. Seine neue Einheit stand unter dem Kommando von Adolf Heyrowsky und war bei Haidenschaft an der italienischen Front stationiert. Zu seinen Aufgaben zählten Infanterieunterstützung, Photoaufklärung und Nachrichtenübermittlung. Hier erzielte er am 29. April 1916 seinen ersten bestätigten Abschuss. Dem folgte der Abschuss des italienischen Luftschiffes M.4. Nach der Erholung von einer Verwundung wurde er zum Feldpiloten ausgebildet und der Jagdfliegerkompanie 41J unter Godwin von Brumowski zugewiesen.
Nach wenigen Wochen wurde Fiala erneut versetzt, diesmal der Divisionsfliegerkompanie 12D zugewiesen. Es folgte eine kurze Zeit bei der Fliegerkompanie 56J, bis er schließlich Ende Jänner mit der Jagdfliegerkompanie 51J sein eigenes Kommando erhielt. Hier blieb er fast bis Kriegsende, erzielte den Großteil seiner 28 Luftsiege und machte die Einheit zu einer der erfolgreichsten der Luftfahrtruppen. Einen nennenswerten Luftsieg erzielt er am 30. März 1918 gegen das englische Fliegerass Alan Jerrard, der den Absturz überlebte und daraufhin gefangen genommen wurde.
Nach dem Krieg studierte Fiala wieder an der Wiener Technischen Hochschule. Sein Studium des Maschinen-, Flugzeug- und Automobilbaus schloss er 1923 mit dem Grad Diplom-Ingenieur ab. 1925 wurde er persönlicher Assistent von Professor Hugo Junkers in Dessau. In den folgenden Jahren war er Werksleiter der Junkerswerft der Polska Linja Lotnicza Aerolot in Warschau, führte in Japan bei Mitsubishi Aircraft Company die Ganzmetallbauweise bei Flugzeugen ein, verhandelte für Junkers in den USA und war zuletzt Direktionsingenieur der gesamten Junkerswerke. Am 23. März 1933 wurde Fiala wie Hugo Junkers auf Befehl Hermann Görings unter Hausarrest gestellt. Nach seiner Entlassung musste er aus Deutschland ausreisen.
Fiala kehrte nach Österreich zurück und gründete unter anderem zusammen mit Julius Arigi die Wiener Neustädter Flughafenbetriebs GmbH, deren Vorstand er bis 1936 blieb. Im Zweiten Weltkrieg diente er als Hauptmann der deutschen Luftwaffe und war zuletzt Kommandant des Flugplatzes in Hörsching. Sein Grab befindet sich auf dem Wiener Zentralfriedhof (Gruppe 71B, Nr. 54).
Der Fliegerhorst Fiala Fernbrugg des Österreichischen Bundesheeres in Aigen im Ennstal ist nach ihm benannt.

## Auszeichnungen
- Österreichische Goldene Tapferkeitsmedaille für Offiziere
- Silberne Militärverdienstmedaille
- Bronzene Militärverdienstmedaille
- Ritterkreuz des Leopold-Ordens mit Kriegsdekoration und Schwertern
- Orden der Eisernen Krone III. Klasse mit Kriegsdekoration und Schwertern
- Österreichisches Militärverdienstkreuz III. Klasse (Mai 1916)[1]
- Eisernes Kreuz (1914) II. Klasse